# Whitecaps de Vancouver (NASL)
Pour l’article homonyme, voir Whitecaps de Vancouver.
Maillots
Les Whitecaps de Vancouver étaient une équipe de football (soccer) de la ville de Vancouver qui a évolué dans la NASL de 1974 à 1984.

## Histoire
L'équipe originale des Whitecaps de Vancouver a été fondée le 11 décembre 1973 et a joué dans la Ligue de Football Nord-américaine (NASL) pendant les années 1970 et les années 1980. 
Les investisseurs lors de la fondation de ce club étaient : Herb Capozzi, président; Denny Veitch, directeur général; C. N. propriétaire des Grands magasins Forestiers; testaments de Mandrin, avocat; Wendy McDonald, le président des Ingénieries BC; Pat McCleary et Harry Moll, les propriétaires des Steak House Charlie Brown .
Les Whitecaps ont connu le succès, gagnant le Soccer Bowl en 1979, entraînés par Tony Waiters. Certains Whitecaps de cette période sont devenus des joueurs internationaux comme Alan Ball, , mais aussi des stars "maison" comme Bob Lenarduzzi et Sam Lenarduzzi, Buzz Parsons, et Glen Johnson. En 1979 l'équipe "du Village de Vancouver" (une référence au reporter sportif d'ABC Jim McKay, qui dit que "Vancouver doit ressembler à un village désert en ce moment", avec tant de personnes suivant la saison à la TV) battent les favoris, l'équipe du New York Cosmos, dans une des finales de coupe la plus palpitante dans l'histoire de la NASL. Durant cette saison, ils ont triomphé des Tampa Bay Rowdies à New York.
C'était pendant cette période courte que l'intérêt de football a atteint un niveau maximal à Vancouver. La présence des supporters des Whitecaps au Stade d'Empire a s'est portée aux ventes régulières de 32,000 billets. L'équipe a aussi enregistré deux titres, avec "White is the Colour", une radio locale, durant la période préparatoire à leur victoire de championnat.
Après avoir joué au Stade d'Empire qui contenait 32000 sièges de Vancouver pour la plupart de leur existence, l'équipe a pris place dans son nouveau stade de 60000 sièges, BC Place Stadium, en 1983.
Le 20 juin 1983, le BC Place Stadium accueille 60,342 spectateurs canadiens lors du match Vancouver Whitecaps FC - Seattle Sounders. 
Cependant, la cession du NASL en 1984 a signifié la fin de l'existence de l'équipe NASL des Whitecaps comme celle des autres équipes dans le NASL.

## Anciens joueurs
- Willie Johnston
- David Harvey
- Ruud Krol